# 福嶋伸洋
福嶋 伸洋（ふくしま のぶひろ、1978年 - ）は、日本のブラジル文学者、共立女子大学准教授。

## 人物・来歴
新潟県生まれ。新潟県立長岡高等学校卒業、2001年東京大学文学部西洋近代語・近代文学科卒業、東京外国語大学大学院地域文化研究科博士後期課程単位取得退学。2009年「魔法使いの国の掟 リオデジャネイロの詩と時」で博士（学術）。共立女子大学文芸学部専任講師を経て、准教授。NHKポルトガル語入門、ポルトガル語ステップアップの講師を務めた。2018年8月『群像』に小説「永遠のあとに来る最初の一日」を発表した。2022年、クラリッセ・リスペクトール『星の時』の翻訳で第8回日本翻訳大賞を受賞した。

## 著書
- 『魔法使いの国の掟 リオデジャネイロの詩と時』慶応義塾大学出版会 2011
- 『リオデジャネイロに降る雪　祭りと郷愁をめぐる断想』岩波書店、2016

### 翻訳
- マリオ・ヂ・アンドラーヂ『マクナイーマ つかみどころのない英雄』松籟社 創造するラテンアメリカ 2013
- ヴィニシウス・ヂ・モライス『オルフェウ・ダ・コンセイサォンーー三幕のリオデジャネイロ悲劇』松籟社、2016
- クラリッセ・リスペクトル『星の時』河出書房新社、2021

## 論文
- <福嶋伸洋